# Вор Теней
«Вор Тене́й» — авторский комикс, первый выпуск которого вышел 17 мая 2019 года. Первые четыре номера выходили с 2019 по 2020 год и выпускались российским издательством Jellyfish Jam, после чего права на серию перешли издательству Bubble Comics. Первым проектом, изданным под эгидой Bubble, стал первый том серии из пяти выпусков, который вышел в ноябре 2020 года. Авторами и сценаристами «Вора Теней» выступил творческий дуэт из писателей Алексея Волкова и Кирилла Кутузова, а постоянным художником серии является иллюстратор Алексей Горбут. В серии встречаются персонажи из других серий Bubble и других комиксов Волкова и Кутузова.
В центре повествования находится «Пёстрая банда» — команда преступников с магическими способностями, а главным героем является сотрудник московского издательства оккультных книг Пётр Павлович Таиров по прозвищу «Нумеродос». С помощью волшебной маски он может воровать тени своих врагов и использовать их как оружие. Вместе со своими друзьями Нумеротресом и Нумерокватро Дос попадает в фантасмагоричные приключения, как в реальном мире, так и в параллельной реальности под названием «Изнанка», полной магии, волшебства и необычных обитателей, вроде полицейских-скелетов и различных монстров.
Комикс получил положительные оценки от журналистов и критиков. Положительными сторонами серии назывались фантасмагоричный сюжет, необычные и интересные персонажи и их способности, наличие урбанистического русского колорита и удавшийся сеттинг городского фэнтези. Критике подвергалась концовка пятого выпуска, а также решение издать последующие выпуски сразу в формате тома. «Вор Теней» дважды становился лауреатом премии портала ComicsBoom! в номинации «Лучшая оригинальная серия комиксов» и попадал в аналогичные списки от издания «Мир фантастики» и сайта канала 2x2.

## Сюжет
Москвич Пётр Павлович Таиров, ранее известный как вор теней под прозвищем «Нумеродос», пытается найти работу после того, как ушёл из Пёстрой банды — группы преступников-волшебников, обладающих необычными способностями. Пёстрая банда имеет доступ к «Изнанке» — параллельной реальности, полной фантасмагоричных мест и существ. Таиров работал на них три года и за это время успел выработать сильную неприязнь к своим коллегам, однако Нумероуно, начальница банды, преследует его, чтобы обманом вернуть на службу. По контракту, который Дос заключил с Уно три года назад, он освобождается от работы вора теней, но Уно напоминает ему, что у него остался неотработанный час. Потому она посылает его вместе с коллегой по банде Нумеротресом за Виктором Викторовичем Волком — пенсионером, который украл изнаночное Солнце, чтобы с его помощью остановить время и отомстить своим обидчикам. Досу и Тресу удаётся остановить его, Дос прекращает быть вором теней и пытается наладить жить, а Трес узнаёт от Уно о дополнительном пункте договора мелким шрифтом. Пункт предусматривает, что договор аннулируется только после смерти сотрудника, а потому Уно продолжает охоту за Досом.
Пётр в это время приглашает на свидание Вулканику, супергероиню из серии «Победители Невозможного», но встречу прерывает неожиданное появление бандитов-футуристов, извечных соперников Пёстрой банды. Дос даёт бой захватчикам, но Уно подсылает к нему Нумерокватро, его бывшую коллегу по Пёстрой банде и по совместительству бывшую девушку. Уно надеется, что Дос ещё испытывает к ней чувства и что Кватро уговорит его вернутся, но Дос непреклонен. Одолев футуристов, пути Кватро и Доса расходятся. Через некоторое время он находит работу в оккультном издательстве «Руки Венеры», где работает курьером. В метро его задерживают Изнаночные казаки — своеобразная полиция Изнанки. Они обвиняют его в неуплате налогов на воровство и колдовство, задерживают и доставляют в суд. Несмотря на попытки прокурора Т.Р. Ещина доказать виновность Доса, вскоре выясняется, что главный герой не нарушал закон параллельной реальности, и его отпускают.
Постепенно Пётр привыкает к новой работе, от которой устаёт так же, как от старой, а также сталкивается с прошлым вором теней, носившим прозвище «Нумеродос» — старым магом по фамилии Деев. Уно уволила его и взяла на его место Доса. Деев пытается отомстить за это Досу и заодно доказать Уно, что он ещё годится на роль вора теней. Таиров побеждает врага, а от начальника в издательстве получает командировку в город Ковров, в который решает отправиться вместе с Вулканикой. Прибыв на место, они понимают, что это была ловушка Т.Р. Ещина. Оказывается, что он — сын Уно и хочет отомстить Досу за своё поражение в суде. На помощь Досу и Вулканике прибывает Кватро, но Ещин облучает её из специальной машины, что делает её злой. Кватро нападает на пару, но подоспевший Трес уничтожает машину и все вместе они побеждают Ещина. Вулканика понимает, что Петру на самом деле нравится быть вором теней и уходит, а сам герой нехотя соглашается на предложение о возвращении в банду.

### Основные персонажи
- Нумеродос (или просто «Дос») — главный герой серии, незадачливый вор теней, что пытается покинуть Пёструю банду, в которой когда-то состоял. Настоящее имя: Пётр Павлович Таиров. Работает курьером в оккультном издательстве «Руки Венеры», где доставляет книги заказчикам.
- Нумерокватро (или просто «Кватро») — бывшая девушка Доса, также состоящая в Пёстрой банде. Вооружена хлыстом Оккама.
- Нумеротрес (или просто «Трес») — третий участник Пёстрой банды, профессиональный «убийца» времени, способный останавливать его.
- Нумероуно (или просто «Уно») — коварная начальница Пёстрой банды, терроризирующая подчинённых в своих целях.
- Аня — коллега Доса по работе в издательстве «Руки Венеры».

## История создания

### Авторский состав
Авторами «Вора Теней» выступили историки комиксов, переводчики и сценаристы родом из Коврова Алексей Волков и Кирилл Кутузов. Алексей Волков также является создателем группы «Old Komix» во «ВКонтакте», посвящённой изучению комиксов золотого, серебряного и бронзового веков. Он основал её в 2012 году совместно с художницей Еленой Лебедевой, которая позже станет его сосценаристкой при создании комикса «Доктор Люцид». Позже к ведению «Old Komix» присоединился и Кутузов. Волков и Кутузов дружили ещё с детства и познакомились в школьном литературном клубе. Первыми их работами в индустрии комиксов стали, собственно, серия «Доктор Люцид», а также вестерн «Фронтир», идею которого Кутузов придумал во время срочной службы в армии. У обоих авторов был опыт работы как с Jellyfish Jam, так и с Bubble Comics: в первом издательстве выходила большая часть авторских работ дуэта, в том числе «Доктор Люцид» и «Фронтир», а для второго Волков написал сценарии нескольких выпусков серий «Союзники» и «Легенды Bubble» ещё до выхода первого выпуска «Вора Теней». Чуть позже после выхода пилота серии Кутузов написал для Bubble мини-серию «Майор Гром: Как на войне».
Иллюстратором комикса стал российский художник Алексей Горбут родом из Екатеринбурга. Волков познакомился с ним во время создания «Победителей Невозможного». Изначально сценарист планировал подключить к рисовке иллюстратора «Доктора Люцида» Антона Савинова, однако тот был занят работой над «Люцидом» и не мог участвовать в двух проектах одновременно. Тогда Волков начал искать художника, который мог бы рисовать в стиле американского иллюстратора Джека Кирби, и заметил самиздатные работы Горбута, после чего связался с ним и предложил сотрудничество. Горбут считает, что, помимо рисунка, при работе над комиксом важную роль играет раскадровка: «Важно, чтобы раскадровка была удобночитаемой и не приходилось думать, что же тут нарисовано и что происходит, какой кадр следующий и т. д. Или бывает, текст расположен так, что сначала читаешь ответ на вопрос, а потом только сам вопрос…». В августе 2022 года вышел спецвыпуск «Вора Теней», над которым помимо трио из Волкова, Кутузова и Горбута поработали и другие сценаристы и художники: вышеупомянутая соавтор «Люцида» Елена Лебедева, главный редактор Bubble Роман Котков, иллюстратор Кирилл Макагонов (для которого эта работа стала дебютом в издательстве) и художник Валентин Поткин, который ранее сотрудничал как с Волковым и Кутузовым над «Люцидом», так и с Bubble.

### Издание

Обложка первого выпуска «Вора Теней» в издании Jellyfish Jam.
Художник — Алексей Горбут

Издательство Jellyfish Jam анонсировало «Вора Теней» 7 мая 2019 года, объявив, что комикс будет публиковаться в формате синглов с нерегулярной периодичностью, а выход последующих номеров будет зависеть от популярности среди читателей. Более того, комикс выделялся необычным форматом издания: прежде чем выйти в печатном виде, выпуски публиковались полностью на том или ином сайте, посвящённом комиксам или литературе, для бесплатного ознакомления. Так, первый выпуск вышел в электронном виде на новостном портале ComicsBoom (май 2019), второй — на сайте GeekCity (июль 2019), третий — на сайте «Горький» (январь 2020), четвёртый — на сайте телеканала 2x2 (июль 2020). В печатном виде первый выпуск «Вора Теней» вышел 17 мая 2019 года на фестивале Comic Con Russia Saint-Petersburg 2019, второй — 18 сентября 2019 года, третий — 5 февраля 2020 года. После выхода четвёртого выпуска в Jellyfish Jam случился кризис: издательство настигли экономические проблемы, и одновременно с их появлением возникли скандалы местного уровня. Как итог, Jellyfish Jam было заморожено и продолжает находиться в таком состоянии в 2023 году.
В октябре 2020 года на Comic Con Russia Online издательством Bubble Comics было объявлено, что «Вор Теней» покидает издательство Jellyfish Jam и присоединяется к основной вселенной комиксов Bubble. Одновременно с этим была анонсирована первая книга-сборник серии, в которую вошли ранее изданные четыре выпуска, а также новый пятый выпуск, который вышел отдельно уже после выхода самого сборника. Выход книги состоялся в ноябре 2020 года, а пятого номера — в июне 2021. Всеслав Тишкин, один из редакторов портала ComicsBoom!, назвал переход «Вора Теней» от Jellyfish Jam к Bubble предсказуемым событием и выразил надежду, что и другие работы Волкова и Кутузова, вроде «Победителей Невозможного» и «Доктора Люцида», также перейдут под эгиду Bubble. Так как ранее, в сентябре 2019 года, Bubble отказалось от печатных синглов в пользу цифровой дистрибуции одиночных выпусков, все последующие номера «Вора Теней» выходили в электронном формате в приложении издательства, а в бумажном виде выпускались в составе томов-сборников. Каждый том также получал дополнительный тираж с альтернативной обложкой.
После присоединения к Bubble герои «Вора Теней» стали появляться в кроссоверах с другими сериями комиксов издательства. В октябре 2021 года вышла антология «Bubble Хэллоуин», содержащая истории в духе одноимённого праздника, но с героями комиксов Bubble, в том числе и с «Вором Теней». В апреле 2023 года вышла книга-игра «Теперь ты — Вор Теней», написанная Алексеем Волковым и Кириллом Кутузовым и проиллюстрированная Алексеем Горбутом и Еленой Лебедевой.

## Восприятие

### Списки и рейтинги
«Вор Теней» был включён в список «Лучших комиксов 2020, которые вышли на русском» журнала «Мир фантастики». Авторы списка окрестили «Вора Теней» одной из лучших работ Кутузова, Волкова и Горбута: «Мистическая Москва, психоделия, сатира на ужасы и на криминальные сериалы — всё это есть на страницах „Вора Теней“». В составлении списка участвовали авторы «Мира фантастики» Дарья Беленкова, Дмитрий Злотницкий, Игорь Хованский, Борис Блинохватов, Никита Казимиров и Максим Усенко, переводчик комиксов Алексей Першин, редактор издательства «Комильфо» Игорь Кислицын, а также редактор новостного сайта телеканала 2х2 Денис Варков. В свою очередь редакция телеканала 2x2 внесла «Вора Теней» в список рекомендованных к прочтению комиксов Bubble наряду с такими работами, как «Брат. 25 лет», «Мир» и «Майор Гром: 1939».

### Рецензии русскоязычной прессы
Обозревательница онлайн-журнала Darker Мария Брянцева положительно оценила комикс и посчитала, что «каждая деталь художественного оформления комикса подчёркивает контраст привычной отечественной повседневности», используя в качестве фона фантасмагоричный сюжет и необычных персонажей Изнанки. Журналистка также отметила, что Москва в качестве основного места действия и демонстрация русской действительности (привычные места, знакомые имена) делает комикс ближе к читателю. Несмотря на то, что авторы черпали вдохновение в классических супергеройских комиксах, Брянцева подчеркнула, что Нумеродос не является супергероем, хоть его образ и может быть навеян супергероиней Ночной Тенью из комиксов издательства DC, которая обладала схожими способностями. Мария назвала авторов знатоками классических американских комиксов и посоветовала «Вора Теней» всем неравнодушным к российской индустрии комиксов или работам художника Алексея Горбута.
Константин Большаков, журналист портала о комиксах ComicsBoom!, назвал серию детищем любви Кутузова и Волкова к старым комиксам. Он противопоставил «Вора Теней» «Победителям Невозможного», предыдущей работе трио Волкова, Кутузова и Горбута: в отличие от «Победителей Невозможного», которые обладали цельной последовательной историей, «Вор Теней» первоначально позиционировался как серия отдельных номеров, каждый со своим сюжетом, связанным между собой героями. Большаков также отметил бесплатное распространение первых четырёх выпусков, благодаря которому «Вор Теней» стал среди читателей популярнее «Победителей». Из сильных сторон комикса Константин перечислял удавшийся сеттинг городского фэнтези «с ощутимым урбанистическим русским колоритом», необычные способности главных героев, интересное развитие взаимоотношений главного героя с женскими персонажами. Критике подвергалась концовка пятого выпуска, как не оправдывающая ожидание после первых четырёх, а также неудачное решение выпуска последующих выпусков сразу в формате тома.
Рецензентка сайта «Канобу» Мариам Григорян заявила, что авторы «Вора Теней» смогли привлечь внимание читателей «кислотным стилем, абсурдными поворотами сюжета и забавными литературными отсылками». Она согласилась со своими коллегами из других сайтов, что абсурдизм комикса выгодно дополняется знакомыми бытовыми проблемами, вроде усталости Доса, которая напоминает состояние «трудяги-менеджера». Григорян отметила, что комикс настраивает читателя на максимально несерьёзный тон истории, который идеально выдерживает. Были выделены и литературные оммажи с отсылками на творчество классических русских поэтов, вроде Алексея Крученых. Она похвалила иллюстрации Алексея Горбута, назвав их приятными, экшн-сцены сочла простыми и схематичными, но отметила стильное исполнение перехода между мирами. Мариам подытожила, что «Вор Теней» имеет «удачное подспорье» для внедрения новых героев, непродолжительных историй и сюжетных поворотов, а также выразила надежду увидеть больше взаимодействия мира «Вора Теней» с остальными комиксами Bubble.

### Награды
«Вор Теней» становился номинантом в категории «Лучшая оригинальная серия комиксов» ресурса ComicsBoom! каждый год с 2019-го по 2021-й. Выигрывал в номинации два года подряд, однако в 2021 году по итогам голосования жюри уступил призовое место комиксу «Дитя тьмы» издательства Molot Hardcorp. В разное время за комикс голосовали Марина Аверьянова (создательница блога «Покадровый разбор»), Егор Аникин (автор сайта Geekster), Сергей Афонин (главный редактор сайта GeekCity), Олег Лыфарь (автор сайта SpiderMedia), Максим Усенко (создатель блога «The Scavengers»), Кирилл Шведов (создатель блога «Strange Comics»), Ольга Щербинина (автор сайта «Киноафиша», бывший автор SpiderMedia), Константин Большаков (автор ComicsBoom!), Константин Буянов (автор Geekster) и Всеслав Тишкин (автор ComicsBoom!).
| Год  | Премия              | Категория                            | Номинант           | Результат |
| ---- | ------------------- | ------------------------------------ | ------------------ | --------- |
| 2019 | Премия «КомиксБума» | «Лучшая оригинальная серия комиксов» | «Вор Теней»        | Победа    |
| 2020 | Премия «КомиксБума» | «Лучшая оригинальная серия комиксов» | «Вор Теней»        | Победа    |
| 2021 | Премия «КомиксБума» | «Лучшая оригинальная серия комиксов» | «Вор Теней. Том 2» | Номинация |